# Pont rétractable

Animation du fonctionnement d'un pont rétractable.

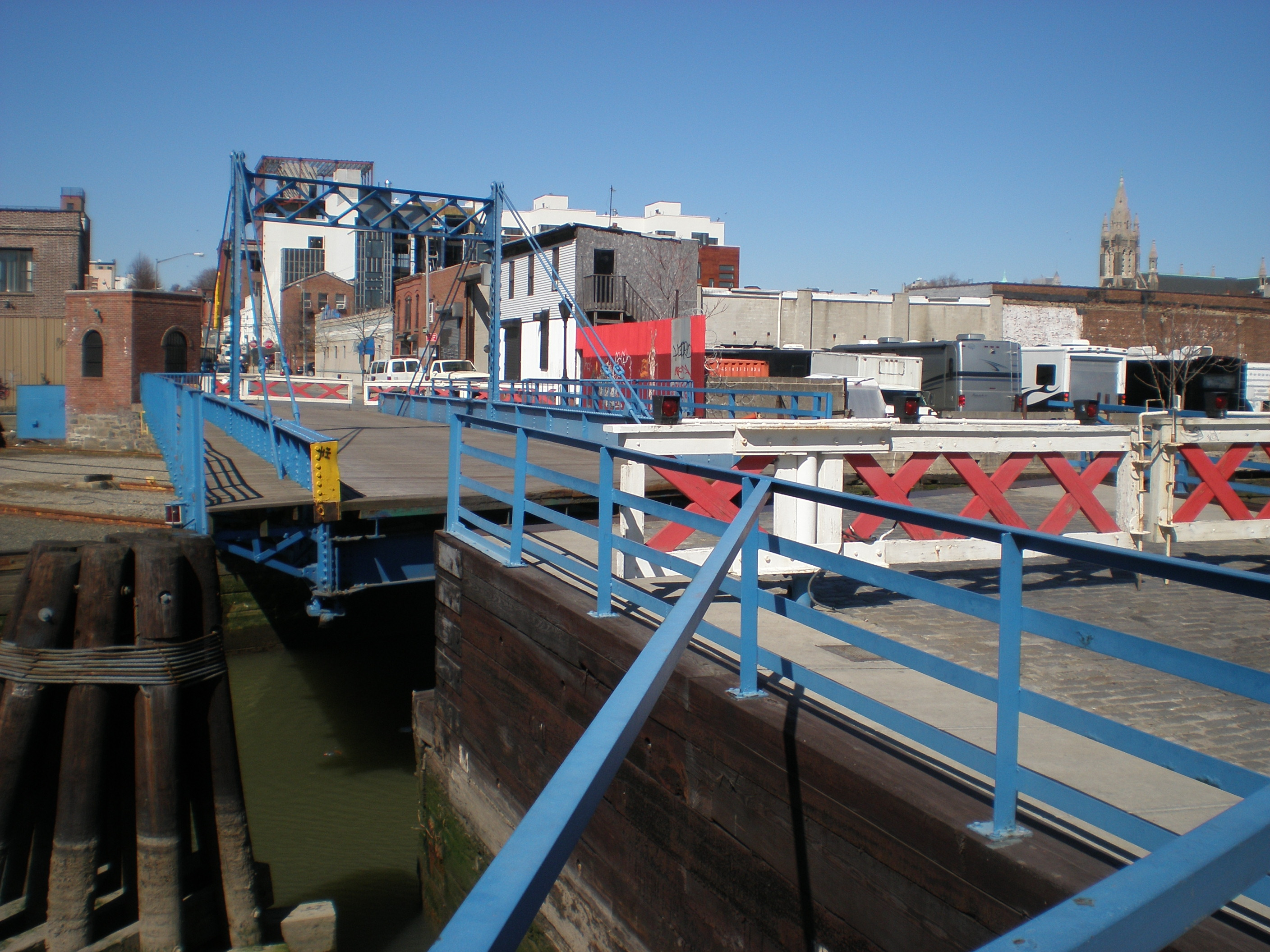
Un pont rétractable à Brooklyn.

Un pont rétractable est un type de pont mobile dans lequel la plate-forme se déplace vers l'arrière pour ouvrir le passage aux bateaux sur une voie navigable.

## Conception et construction
Des ponts rétractables peuvent être fabriqués en impression 3D.
Sur certains ouvrages, seule une partie du pont est rétractable.

## Utilisation
Ce type de ponts peut être employé à titre temporaire, notamment pour des chantiers.